# De corazón
De Corazon è una serie televisiva argentina trasmessa da Canal 13 dal 6 gennaio 1997 al 17 giugno 1998. Fu trasmessa anche in Romania. Nel 2004 fu riproposta al pubblico del canale Volver.
Racconta la storia di un impiegato, Javier che è sposato con Mercedes. I due si separono dopo vent'anni di matrimonio, con quattro figli che soffriranno molto a causa di questa separazione. I due inizieranno una nuova storia d'amore con un altro/a.
La serie e gli attori che la interpretano hanno ricevuto dei premi o delle nomination. Lo sceneggiato ha vinto un premio al Martín Fierro 1997 e le attrici Aldana Jussich e Ana María Picchio hanno ricevuto una nomination.